# Districte de Yamoussoukro
El Districte Autònom de Yamoussoukro és un dels dos districtes autònoms de Costa d'Ivori que, juntament amb les 31 regions, conformen les subdivisions d'aquest estat. Està situat al centre del país i la seva capital, que també és la capital política de Costa d'Ivori, és Yamoussoukro i té una superfície de 2.000 km². El districte de Yamoussoukro té els departaments de Yamoussoukro i de Attiégouakro. El 1995 tenia 248.035 habitants. Fins que el 2010 es va reestructurar la divisió administrativa de Costa d'Ivori, aquest territori formava part de la regió de Lacs.

## Situació geogràfica
El Districte Autònom de Yamoussoukro està situat al centre de Costa d'Ivori. Al nord hi ha la regió de Bélier, a l'oest hi ha de l'Alt Sassandra, al sud hi ha les regions de Goh i de Moronou i a l'est hi ha la regió de N'zi.

## Economia
El sector serveis és molt important en l'economia del districte de Yamoussoukro degut al comerç i l'aeroport. A més a més, també cal destacar el pes que té el sector educatiu en l'economia de la zona.

### Agricultura
El cafè i el cacau són els principals productes agrícoles per a l'exportació. A més, també es produeix per l'alimentació arròs, nyam, mandioca, blat de moro, soja, cacauet i hortalisses.

## Turisme
Els principals atractius turístic del districte són la Basílica Nostra Dama de la Pau, la Gran Mesquita de la Pau, el Palau Presidencial, la Fundació Felix Houphoêt Boigny, el llac dels caimans, l'hotel President, el Parc d'Animals d'Abokouamékro i el llac de Kossou.

## Cultura
Els principals atractius culturals del districte són els teixidors de Sakiaré, Adjibrí, Tounzuebo i Assanou i les danses tradicionals.